# Negative Spaces
Negative Spaces — шестой студийный альбом американской певицы Поппи, выпущенный на Sumerian Records 15 ноября 2024 года. Продюсером альбома выступил бывший клавишник Bring Me the Horizon Джордан Фиш. 

## Общая информация
27 октября 2023 года Поппи выпустила свой пятый студийный альбом Zig. В нескольких интервью она намекнула на возможную «вторую часть» Zig, назвав его Zag. В течение 2024 года она принимала участие в синглах Bad Omens и Knocked Loose «VAN» и «Suffocate», которые оба были встречены положительной реакцией и отзывами. В июне она выпустила новый сингл под названием «New Way Out». В интервью NME она подтвердила, что её новый альбом «не за горами» и что его спродюсирует Джордан Фиш. В сентябре она выпустила второй сингл «They’re All Around Us». В том же месяце она объявила об альбоме и его названии. 15 октября 2024 года были выпущены две песни, «The Cost of Giving Up» и «Crystallized».

## Композиция
В музыкальном плане альбом описывается как альтернативный метал, металкор, индастриал, поп-метал, альтернативный рок, электропоп, синти-поп, арена-рок, ню-метал, бабблгам-поп, поп-панк и гиперпоп с элементами гранжа, эмо, спейс-рока и прог-метала.

## Оценки критиков
| Совокупная оценка    | Совокупная оценка |
| Источник             | Оценка            |
| -------------------- | ----------------- |
| AnyDecentMusic?      | 7.4/10            |
| Metacritic           | 84/100            |
| Оценки критиков      |                   |
| Источник             | Оценка            |
| 411Mania             | 9/10              |
| The A.V. Club        | B+                |
| Boolin Tunes         | 9.5/10            |
| Clash                | 8/10              |
| Distorted Sound      | 9/10              |
| DIY                  | 9/10              |
| The Guardian         | [ 11 ]            |
| Kerrang!             | [ 14 ]            |
| The Line of Best Fit | 8/10              |
| Metal Hammer         | [ 16 ]            |

Negative Spaces получил одобрение критиков, которые назвали его возвращением Поппи в форму после более неоднозначной реакции на Zig. На сайте Metacritic, который присваивает нормализованную оценку из 100 баллов рецензиям критиков, альбом получил средний балл 84 из 100 на основе четырёх рецензий. Райан Чиокко из 411Mania написал: «В Negative Spaces Поппи вернулась к своему металлическому стилю начала этого десятилетия, а также… синти-попу и индустриальным звукам. Её голос либо очарует вас, либо напугает, либо сумеет каким-то образом сделать и то, и другое… В то время как инструментальное исполнение на этом альбоме действительно хорошее… Поппи в центре внимания».  Райан Рид из The AV Club назвал альбом «ее самым сплоченным набором треков на сегодняшний день». Нисрин Джабер из Boolin Tunes отрецензировала альбом до его выхода. Она отметила, что альбом отличается сырой, поэтичной лирикой и разносторонней сменой звучания, которая подчеркивает темы сомнений в себе, отложенного роста и борьбы за мотивацию. Том Морган из Clash написал: «Стильная, впечатляющая и доступная коллекция, „Negative Spaces“ — это музыка для нашей пост-жанровой, пост-всех-всех цифровой эпохи. Это замечательный артефакт этой эры музыки». Шанайа Ричардс из Distorted Sound написала: "Этот альбом доказывает, что Поппи — не просто металлическая вокалистка, не просто поп-певица, превратившаяся в металлистку; она постепенно эволюционирует в нечто гораздо большее.
Дэйв Симпсон из The Guardian заявил: «На своем шестом альбоме мультижанровая звезда, похоже, переживает кризис идентичности — но… она явно доверяет своим инстинктам.» Эмма Уилкс из Kerrang! считает, что продюсер альбома Джордан Фиш, бывший участник Bring Me the Horizon, оказывает «чрезмерное влияние на звучание альбома» и «временами вытесняет самобытность Поппи». Тем не менее, они положительно оценили альбом, заявив: «Каким бы разрозненным он ни был, его хитовость остается высокой, и он никогда не довольствуется только побережьем». Кейтлин Чаттертон из The Line of Best Fit назвала его «размашистым [и] удивительным альбомом, который доказывает, что более тяжелое звучание ей идет». Мерлин Олдерслейд из Metal Hammer написал: «Поппи решила сосредоточиться на создании полноценного современного металлического альбома, привлекая бывшего участника Bring Me The Horizon Джордана Фиша к продюсированию», и назвал его «одной из самых запоминающихся и последовательных пластинок 2024 года».

### Почести
| Публикация        | Почесть                          | Год  | Позиция | Источник |
| ----------------- | -------------------------------- | ---- | ------- | -------- |
| Kerrang           | Топ-50 лучших альбомов 2024 года | 2024 | 6       | [ 24 ]   |
| Rock Sound        | 50 лучших альбомов 2024 года     | 2024 | 2       | [ 25 ]   |
| Alternative Press | 50 лучших альбомов 2024 года     | 2024 | –       | [ 26 ]   |

## Список композиций
Слова и музыка всех песен — Поппи, Джордан Фиш и Стивен Рэй Харрисон, кроме отмеченных;  все треки спродюсированы Фишем..
| №                   | Название                   | Автор(ы)                     | Длительность |
| ------------------- | -------------------------- | ---------------------------- | ------------ |
| 1.                  | «Have You Had Enough»      |                              | 3:38         |
| 2.                  | «The Cost of Giving Up»    |                              | 3:17         |
| 3.                  | «They're All Around Us»    |                              | 3:25         |
| 4.                  | «Yesterday»                |                              | 0:48         |
| 5.                  | «Crystallized»             | Поппи, Фиш                   | 3:06         |
| 6.                  | «Vital»                    |                              | 3:20         |
| 7.                  | «Push Go»                  |                              | 3:33         |
| 8.                  | «Nothing»                  |                              | 3:04         |
| 9.                  | «The Center's Falling Out» |                              | 2:25         |
| 10.                 | «Hey There»                |                              | 1:29         |
| 11.                 | «Negative Spaces»          |                              | 2:55         |
| 12.                 | «Surviving on Defiance»    | Поппи, Фиш, Джулиан Гаргиуло | 3:28         |
| 13.                 | «New Way Out»              |                              | 3:23         |
| 14.                 | «Tomorrow»                 |                              | 0:52         |
| 15.                 | «Halo»                     | Поппи, Фиш                   | 3:41         |
| Общая длительность: | Общая длительность:        | Общая длительность:          | 42:24        |

Примечание
- Все названия треков стилизованы под строчные буквы.

## Участники записи
- Поппи — вокал
- Джордан Фиш[англ.] — производство
- Закк Червини[англ.] — мастеринг, сведение (треки 2, 3, 5, 13)
- Стивен Рей Харрисон — помощник продюсера
- Джулиан Гаргиуло — помощь в микшировании, помощь в звукорежиссуре (треки 2, 3, 5, 13)

## Чарты
| Чарт (2024)                                   | Высшая позиция |
| --------------------------------------------- | -------------- |
| Великобритания (OCC)                          | 94             |
| Великобритания (UK Digital Albums Chart)      | 21             |
| Великобритания (UK Rock & Metal Albums Chart) | 10             |
| США (Billboard)                               | 4              |
| США (Billboard)                               | 46             |
| США (Billboard)                               | 32             |
| США (Billboard)                               | 23             |

## История релиза
| Страна    | Дата            | Формат                             | Лейбл    | Источник             |
| --------- | --------------- | ---------------------------------- | -------- | -------------------- |
| Различные | 15 ноября 2024  | CD цифровое скачивание LP стриминг | Sumerian | [ 34 ] [ 35 ] [ 36 ] |
| Различные | 30 декабря 2024 | Кассета                            | Sumerian | [ 37 ]               |